# Ruth Patir
Ruth Patir (hebräisch רות פתיר; geboren 1984 in New York) ist eine israelische Künstlerin.

## Leben und Wirken
Ruth Patir wuchs als Tochter eines Ingenieurs auf.
Bekanntgeworden ist sie mit Videoinstallationen, die oft auf persönliche und historische Narrative Bezug nehmen und diese befragen. Ein zentrales Motiv in ihren Arbeiten ist der Umgang mit Verlust und Trauer im digitalen Zeitalter. Ihre Arbeit  My father in the cloud, die im Jahr 2022 am CCA Tel Aviv-Yafo gezeigt wurde, setzte sich mit dem Tod ihres Vaters auseinander und nutzt 3D-Animationen und Motion-Capture-Technologie, um den Avatar des Verstorbenen in einer neuen Form darzustellen und um seinen Tod zu verarbeiten. Die Arbeit wurde im Jahr 2024 im Jüdischen Museum Frankfurt gezeigt.
Eine weitere bekannte Arbeit aus dem Jahr 2018 war Love letters to Ruth, worin der frühere israelische Politiker Moshe Dayan zu sehen ist, wie er Briefe vorliest, die er einst an seine erste Frau Ruth geschrieben hatte. Der Text wird aber nicht mit Dayans Stimme vertont, sondern in jeder der sechs Szenen des Videos ist die Stimme von früheren Partnern von Patir zu hören. Außerdem trägt der Avatar Dayans in dem Video Frauenkleider im Stil des Modehauses, das Dayans Frau einst geleitet hatte. In einer Szene ist er sogar nackt zu sehen. Die Tageszeitung Haaretz sprach deshalb auch von Moshe Dayan in Drag.
Ruth Patir bezieht sich mit diesen Arbeiten nach eigenen Angaben auf das Manifest für Cyborgs von Donna Haraway aus dem Jahr 1985, wonach die historischen Ungerechtigkeiten nicht durch technische Mittel reproduziert, sondern vielmehr überwunden werden sollten. Der Cyborg sei daher in ihren Arbeiten nonbinär.
Für den israelischen Pavillion bei der 60. Biennale in Venedig 2024 entstand die künstlerische Position (M)otherland, in der archäologische Fundstücke – weibliche Figuren aus der Zeit von 800 bis 600 v. Chr. – animiert werden. Die Arbeit reflektiert über historische Gewalt und deren Nachwirkungen in der Gegenwart sowie die traditionelle Rolle von Frauen im jüdischen Staat, möglichst viele Kinder auf die Welt bringen zu sollen. Die Teilnahme Israels an der Biennale war wegen des Kriegs in Israel und im Gazastreifen hoch umstritten. Mehrere tausend Künstler hatten sich in einem offenen Brief gegen die Teilnahme Israels ausgesprochen, und es kam zu Protesten vor dem israelischen Pavillon und in der Stadt Venedig, wo pro-palästinensische Kunstwerke platziert wurden. Ruth Patir und die Kuratorinnen Mira Lapidot und Tamar Margalit erklärten daraufhin, den israelischen Pavillon nicht zu öffnen, um ein Zeichen der Solidarität mit den Familien der durch Hamas genommenen Geiseln zu setzen und einen Waffenstillstand im Gazakrieg zu fordern. Sie ließen mitteilen, dass ihre Ausstellung erst gezeigt werde, wenn „ein Waffenstillstand und die Freilassung aller Geiseln erreicht“ sei.
Ruth Patir lebt und arbeitet in Tel Aviv.

## Auszeichnungen
- 2017: Erster Preis für experimentelles Kino und Video beim Jerusalem Film Festival für Sleepers.